# Kaveh
Kaveh le forgeron (کاوه آهنگر en persan, « Kawa » en kurde) est un personnage mythique de l'ancien Empire mède et perse qui mena une révolte populaire des Iraniens contre un horrible roi, Zahhak (Dhaka). Son histoire est racontée dans le poème épique du Xe siècle intitulé Livre des Rois du poète Ferdowsî.

## Mythologie

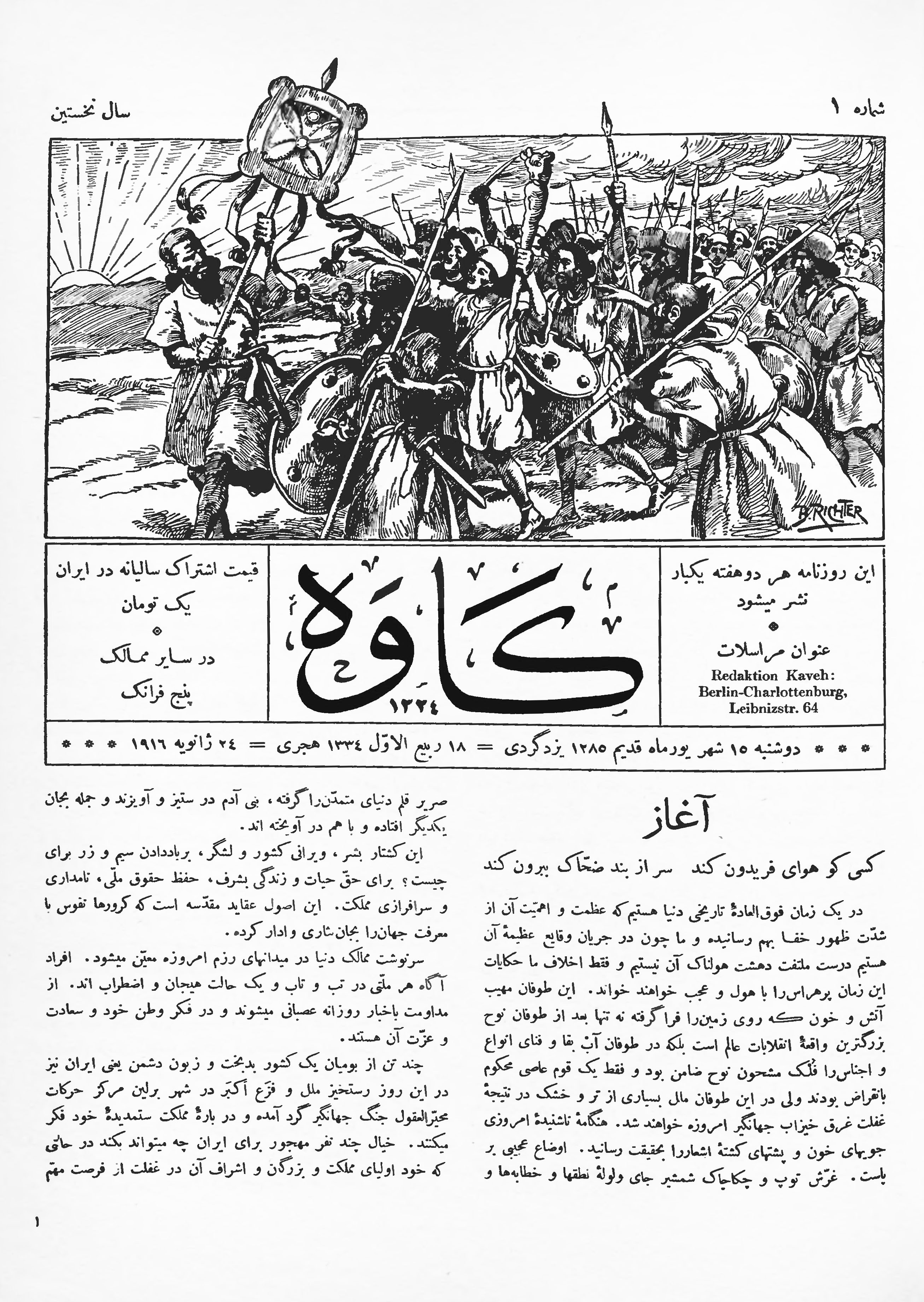
Kaveh brandissant le Derafsh Kaviani

Kaveh est le seul personnage mythique qui oppose une résistance à une puissance régnante étrangère en Iran. Après avoir perdu 17 de ses fils pour les serpents de Zahhak, il se rebelle contre ce despote régnant sur l'Iran. Il rassemble le peuple pour renverser le roi tyran et chasser son règne millénaire. Son combat est symbolisé par Derafsh Kaviani, qui est une lance ornée de son tablier de forgeron (une bande de cuir). Sous cette bannière il a appelé les Iraniens à mettre fin à la tyrannie, et à ramener Fereydoun, fils d'Abtine, descendant de Jamshid, pour restaurer le trône des rois perses. Lors de l'assassinat d'Abtine par Zahhak, son fils Fereydoun n'avait que trois ans, et il s'était réfugié dans le mont Elbourz avec sa mère Faranak. Le peuple se regroupa derrière Kaveh Ahangar et alla chercher Fereydoun dans sa forteresse à l'âge de seize ans, pour livrer le plus terrible des combats pour vaincre Zahhak. Après la bataille, le peuple victorieux décora la bannière de Kaveh de joyaux.
Ce drapeau est devenu le symbole de l'indépendance de l'Iran, de la résistance et des luttes révolutionnaires des masses laborieuses contre les tyrans et les envahisseurs.
En 1920 naît en Iran une république soviétique, la République socialiste du Gilan, établie dans la province iranienne du Gilan qui avait pour drapeau, un drapeau rouge sur laquelle était écrit le nom Kaveh en référence au Derafsh-e Kaviani et symbolisant alors la lutte du mouvement contre le gouvernement central monarchique afin d'établir une république démocratique iranienne.
Jashn-e Mehregan (en) est la célébration de la victoire de Fereydoun sur Zahhak ; c'est aussi le moment où les pluies d'automne commencent à tomber. Aussi chaque année le jour de Nowrooz ou Newroz (jour de l'an iranien, voire aryen et même zoroastrien), le 21 mars du calendrier chrétien, au Kurdistan irakien, les Kurdes font une représentation théâtrale de cette histoire de Kawa i Ahangar (Kaveh le forgeron).

## Kurdistan
Au Kurdistan, qui fait partie de l'aire culturelle iranienne, Kaveh est connu sous le nom de Kawa. Sa légende a été adoptée par la mythologie kurde, tout comme la fête du Newroz,.

### Version kurde
Le récit kurde de la légende diffère par certains détails de la version persane. Le despote assyrien Dehaq règne sur les Kurdes. Il est envoûté par le Ahriman (esprit démoniaque opposé au dieu Ahura Mazda dans le zoroastrisme). Deux serpents noirs abominables lui sortent des épaules. Ceux-ci sont apparus une journée de tempête et rien ne semble pouvoir les éliminer. Le roi essaye de les décapiter, de les brûler, mais ils repoussent continuellement. Le seul remède est de satisfaire leur appétit en leur offrant quotidiennement deux cerveaux frais de jeunes humains. Les paysans sont contraints d'y pourvoir. Chaque matin, les parents désignés doivent déposer à la porte du château de Dehaq deux sceaux contenant le fruit de leurs infanticides. Le forgeron Kawa est le père d'une nombreuse famille. Pendant des années, il se résigne à sacrifier ses enfants, jusqu’au jour où lui est réclamée la tête de sa dernière fille. Il décide cette fois de tromper Dehaq en offrant, à la place du cerveau de son enfant, la cervelle d'un mouton, après avoir caché sa fille dans une grotte. Personne ne remarque la supercherie. Ainsi, à partir de ce jour, Kawa fait secrètement circuler la nouvelle et les enfants rescapés commencent à peupler les montagnes. Une fois qu'ils sont parvenus à l'âge adulte, Kawa lance cette armée de montagnards à l'assaut du château de Dehaq. Kawa, de sa propre main, écrase la tête du despote de sa masse de forgeron. Ivres de joie, les enfants soldats remontent sur les montagnes et y allument d’immenses bûchers pour annoncer la bonne nouvelle, qui coïncide avec l'arrivée du printemps, le Newroz,.

### Actualité
Si le mythe de Kaveh, et sa célébration par la fête du Newroz, reste apolitique en Iran, il ne va pas de même au Kurdistan. La légende vit depuis des siècles dans la mémoire collective des Kurdes, mais, à partir des années 1910, les intellectuels nationalistes kurdes vont en faire le mythe national. À partir des années 1960, les nouvelles organisations nationalistes kurdes vont répandre cette interprétation symbolique dans tout le Kurdistan.
Vers la fin du XXe siècle, le héros mythologique va connaître une nouvelle interprétation de forme nettement politique, liée à la lutte nationale kurde menée par le Parti des travailleurs du Kurdistan. L'un de ses militants, Mazlum Doğan, alors qu'il est détenu dans la prison de Diyarbakir, dans laquelle les prisonniers politiques kurdes sont violemment maltraités et torturés, décide de se sacrifier pour lancer un appel à la résistance. Le 21 mars 1982, après avoir symboliquement allumé trois allumettes pour célébrer le Newroz, il s'immole par pendaison,.
Le sacrifice de Mazlum Doğan est considéré comme le début de la « résistance des prisons » au Kurdistan de Turquie. D'autres militants kurdes prisonniers, inspirés par son acte, vont accomplir d'autres actions de résistance, souvent sous la forme d'immolation,.
Mazlum Doğan va devenir l'un des symboles les plus forts du mouvement national kurde, qui le présente comme la figure exemplaire de la jeunesse kurde. Il est considéré comme une sorte de réincarnation de Kawa, ou comme le « Kawa actuelle » (Kawayê hemdem, Çağdaș Kawa). Le récit mythologique est ainsi réadapté à l'époque contemporaine : la lutte du PKK est assimilée à la révolte mède contre la tyrannie du roi assyrien Dehak. Le fait que celui-ci mangeait le cerveau des jeunes est aussi présenté comme une allégorie de la politique d'assimilation des Kurdes par l'État turc.